# Stød (fysik)
 For alternative betydninger, se Stød. (Se også artikler, som begynder med Stød)
I fysikken betegner stød kollision mellem legemer. Ved stød bevares legemernes samlede impuls, men deres kinetiske energi kan blive delvis omdannet til indre energi. Man inddeler stød i 3 kategorier:
- I et elastisk stød bevares legemernes samlede kinetiske energi.
- Ved et uelastisk stød omdannes kinetisk energi til indre energi.
- Ved et fuldstændig uelastisk stød sker den største mulige omdannelse af kinetisk energi, og legemerne har efter stødet fælles hastighed (dvs. at de hænger sammen).